# Knurów Kopalnia
Knurów Kopalnia – nieczynny przystanek kolejowy w Knurowie, w województwie śląskim, w Polsce. Przystanek znajdował się bliżej centrum miasta aniżeli stacja Knurów. Został zamknięty w 1995 roku.
Obecnie w ramach programu budowy/modernizacji przystanków kolejowych na lata 2020–2025 planowana jest budowa nowego przystanku Knurów Szpital w miejscu dawnego przystanku Knurów Kopalnia.